# Progreso (tijdschrift)
Progreso (Ido: "Vooruitgang") is het officiële tijdschrift van de Uniono por la Linguo Internaciona, opgericht in 1908 door Louis Couturat. Het tijdschrift is toegewijd aan het nader bewerken en verspreiden van de kunsttaal Ido, die Idisten ook wel "de internationale taal" (la Linguo Internaciona) noemen.
De voertaal van Progreso is uiteraard het Ido, ofschoon de eerste editie vrijwel uitsluitend in het Esperanto was geschreven.